# Latteria (pubblico esercizio)

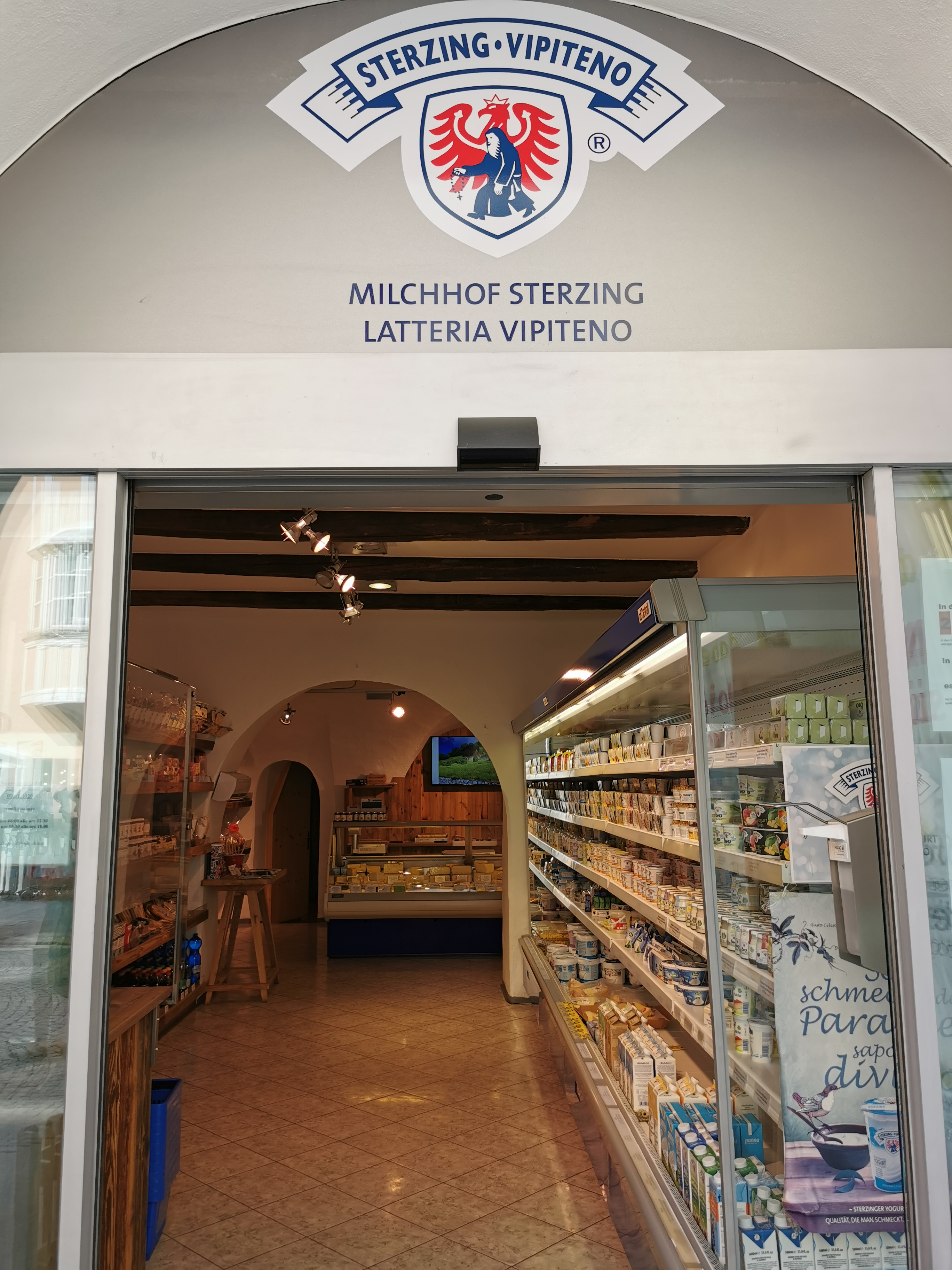
Negozio della Cooperativa Latteria Vipiteno a Vipiteno, nel Trentino-Alto Adige

La latteria è un locale specializzato nella vendita di prodotti caseari.

## Storia
Le latterie hanno diversi precursori in tutta Europa e vi sono testimonianze che le descrivono nella Francia dell'Ancien Régime. Luigi XIV inaugurò una latteria in cui consumare latticini presso la Ménagerie royale a Versailles e si segnalano anche altri esempi fondati presso le dimore signorili di Crécy e Meudon. Inoltre vengono menzionate negli scritti di Jean-Jacques Rousseau, secondo il quale simboleggiavano un ritorno alla natura, e Diderot, che le identificava non troppo diversamente come il simbolo di un ritorno all'antichità. Questi luoghi, che erano di appannaggio dei nobili ed erano da essi usati come luogo di intrattenimento, si diffusero in Francia e Belgio nel corso del Settecento e dell'Ottocento. In Italia, le latterie da intendersi come moderni esercizi commerciali presero piede a Milano nella seconda metà dell'Ottocento.